# Усиха (Нижегородская область)
Усиха — деревня в составе Капустихинского сельсовета в Воскресенском районе Нижегородской области.

## География
Находится в правобережье Ветлуги на расстоянии примерно 5 километров по прямой на запад от районного центра поселка  Воскресенское.

## История
Деревня известна с 1859 года, когда в деревне было учтено дворов 38, жителей 261. В 1911 62 двора, в 1925 году 279 жителей. Входила в Макарьевский уезд Нижегородской губернии. Последний владелец А.Н.Немчинова.

## Население
Постоянное население  составляло 34 человека (русские 94%) в 2002 году, 17 в 2010 .